# Runerister
En runerister er en specialist i at riste runer. Der kendes navne på over 100 runeristere fra vikingetidens Sverige, hvoraf de fleste er fra det 11. århundrede i det østlige Svealand. Mange anonyme runeristninger er blevet tilskrevet de navngivne runeristere med større eller mindre sikkerhed.

## Kendte runeristere
- Balle
- Fot
- Frögärd i Ösby
- Halvdan
- Torgöt Fotsarve (søn af Fot)
- Ulf af Borresta
- Visäte
- Öpir
- Åsmund Kåresson
- Åver

| Job | Spire Denne artikel om et job eller en stillingsbetegnelse er en spire som bør udbygges. Du er velkommen til at hjælpe Wikipedia ved at udvide den. |